# Lyra et les Oiseaux
Lyra et les Oiseaux (titre original : Lyra's Oxford) est roman court de Philip Pullman paru en 2003, lié à sa trilogie À la croisée des mondes, tout comme Il était une fois dans le Nord et Serpentine.
Le roman est difficile à comprendre pour qui n'a pas lu la trilogie À la croisée des mondes car de nombreux thèmes ainsi que les personnages principaux sont tirés de la trilogie. Ce qui ne l'empêche pas d'être en dehors de celle-ci.
L'histoire se déroule deux années après la trilogie À la croisée des mondes.
L'ouvrage diffère de la trilogie par sa très belle reliure, digne d'un livre de collection. De plus, on peut rajouter au côté esthétique du livre la présence de nombreuses gravures.
Le livre contient des bribes d'objets de la vie courante comme une carte postale envoyée par Mary Malone ou le plan de l'Oxford de Lyra… L'histoire et ces objets sont, aux dires de l'auteur, autant d'indices que l'on comprendra à la lecture du livre sur lequel il travaille depuis des années et qui contera une nouvelle aventure de Lyra quelques années plus tard : Le Livre de la Poussière.

## Résumé
Lyra Belacqua et son dæmon Pantalaimon discutent sur le toit de Jordan College lorsqu'une nuée d'oiseaux passe près d'eux. Ils remarquent alors qu'ils s'acharnent sur un oiseau différent qui leur semble être un dæmon de sorcière car il n'y a pas d'humain à proximité et ce sont les seules personnes à pouvoir se détacher physiquement de leurs dæmons. Lyra sauve le dæmon, appelé Ragi, des autres oiseaux et ce dernier exhorte Lyra à l'aider à trouver un homme appelé Sebastian Makepeace. Lyra parvient à découvrir où il réside et qu'il est un alchimiste, le dernier restant en vie. Elle promet à Ragi de l'amener à la demeure de l'alchimiste après l'école. Dans la soirée, Lyra conduit Ragi dans la direction de la rue où vit Sebastian Makepeace. Ragi vole au-dessus de Lyra et se cache sur les toits pour éviter les soupçons. En chemin, Ragi est attaqué par des pigeons, mais il parvient à se sauver. Ragi explique à Lyra pourquoi il a besoin de l'aide de Sebastian Makepeace : sa sorcière, Yelena Pazhets, est gravement malade. Cette nouvelle maladie provoque la mort des sorcières sans affecter leurs dæmons, les laissant vivants et seuls après la mort de leur sorcière. Lyra est choquée d'apprendre cela.
Atteignant la maison de Sebastian Makepeace, près du canal d'Oxford, Pantalaimon parvient à regarder à travers une fenêtre sans être remarqué par Ragi. Il voit l'alchimiste allongé sur le sol et des instruments de sorcière à proximité. Sentant que quelque chose ne va pas, Lyra continue de marcher, dépassant la maison de Sebastian Makepeace. Lyra se rend compte qu'elle était sur le point de tomber dans un piège quand elle se retrouve attaquée par une sorcière qui était dans la maison de l'alchimiste. Lyra fuit vers le canal puis se décide à combattre la sorcière, car elle s'imagine que c'est ce que Will ferait.
Lorsque la sorcière, qui n'est autre que Yelena Pazhets, charge, un cygne se précipite devant Lyra et attaque la sorcière. Yelena Pazhets meurt peu de temps après. Lyra ramène le cygne au canal, après quoi Sebastian Makepeace, qui semble avoir récupéré, l'emmène dans sa maison et lui explique que Yelena voulait tuer Lyra et faire accuser l'alchimiste de son meurtre. Yelena était autrefois l'amant de Sebastian et leur fils est mort dans la guerre qui a été menée durant Le Miroir d'ambre. Yelena faisait porter la responsabilité de la mort de son fils sur Lyra. Sebastian aide Lyra à s'éloigner sans se faire remarquer et cette dernière retourne à Jordan College. Une fois de retour chez eux, Lyra et Pantalaimon, en se remémorant les événements sur le toit, comprennent que les oiseaux essayaient en fait de les aider.